# Championnat du monde de Rubik's cube 2015
Navigation
Édition précédente Édition suivante
Le championnat du monde de Rubik's cube 2015, organisé par la WCA, s'est déroulé au Colegio ETAPA à São Paulo (Brésil) du 17 au 19 juillet 2015.
Cette compétition aura accueilli 428 participants et 37 pays différents.
Cette édition marque l'arrivée du skewb en championnat du monde.

## Résultats
| Épreuves                              | Or                               | Argent                        | Bronze                         |
| ------------------------------------- | -------------------------------- | ----------------------------- | ------------------------------ |
| Rubik's cube                          | Feliks Zemdegs                   | Mats Valk                     | Jakub Kipa                     |
| 2x2x2                                 | Feliks Zemdegs                   | Anthony Brooks                | Jayden McNeill                 |
| 4x4x4                                 | Feliks Zemdegs                   | Pedro Henrique da Silva Roque | Jong-Ho Jeong                  |
| 5x5x5                                 | Feliks Zemdegs                   | Kevin Hays                    | Breandan Vallance              |
| 6x6x6                                 | Kevin Hays                       | Feliks Zemdegs                | Pedro Alejandro Condo Tellez   |
| 7x7x7                                 | Kevin Hays                       | Feliks Zemdegs                | Wilhelm Kilders                |
| 3x3x3 à l'aveugle                     | Kabyanil Talukdar                | Noah Arthurs                  | Roberto Antonio Ocmin Baráybar |
| 3x3x3 résolution optimisée            | João Pedro Batista Ribeiro Costa | Jan Bentlage                  | Emanuel Rheinert               |
| 3x3x3 à une main                      | Feliks Zemdegs                   | Michał Pleskowicz             | Antoine Cantin                 |
| 3x3x3 avec les pieds                  | Gabriel Pereira Campanha         | Jakub Kipa                    | Yuhei Takagi                   |
| Megaminx                              | Oscar Roth Andersen              | Feliks Zemdegs                | Felipe Rueda Hernández         |
| Pyraminx                              | Jules Desjardin                  | Jakub Kipa                    | Reto Bubendorf                 |
| Rubik's Clock                         | Niko Ronkainen                   | Daniel Wallin                 | Sébastien Auroux               |
| Skewb                                 | Daniel Wallin                    | Jayden McNeill                | Anthony Lafourcade             |
| Square-1                              | Emanuel Rheinert                 | Daniel Wallin                 | Kou Oobatake                   |
| 4x4x4 à l'aveugle                     | Linus Frész                      | Taku Yanai                    | Noah Arthurs                   |
| 5x5x5 à l'aveugle                     | Noah Arthurs                     | Jan Bentlage                  | Gianfranco Huanqui             |
| 3x3x3 résolution multiple à l'aveugle | Gabriel Dechichi Barbar          | Tomas Kristiansson            | Roberto Antonio Ocmin Baráybar |

## Tableau des médailles
| Rang  | Nation       | Or | Argent | Bronze | Total |
| ----- | ------------ | -- | ------ | ------ | ----- |
| 1     | Australie    | 5  | 4      | 1      | 10    |
| 2     | États-Unis   | 3  | 3      | 1      | 7     |
| 3     | Brésil       | 3  | 1      | 0      | 4     |
| 4     | Allemagne    | 2  | 2      | 3      | 7     |
| 5     | Suède        | 1  | 3      | 0      | 4     |
| 6     | France       | 1  | 0      | 1      | 2     |
| 7     | Pologne      | 0  | 3      | 1      | 4     |
| 8     | Japon        | 0  | 1      | 2      | 3     |
| 9     | Inde         | 0  | 1      | 0      | 1     |
| 9     | Danemark     | 0  | 1      | 0      | 1     |
| 9     | Finlande     | 0  | 1      | 0      | 1     |
| 9     | Pays-Bas     | 0  | 1      | 0      | 1     |
| 13    | Pérou        | 0  | 0      | 4      | 4     |
| 14    | Corée du Sud | 0  | 0      | 1      | 1     |
| 14    | Royaume-Uni  | 0  | 0      | 1      | 1     |
| 14    | Canada       | 0  | 0      | 1      | 1     |
| 14    | Suisse       | 0  | 0      | 1      | 1     |
| 14    | Colombie     | 0  | 0      | 1      | 1     |
| Total | Total        | 18 | 18     | 18     | 54    |